# Mausolée d'Oultremont
 (janvier 2024).
 (août 2022).
Le mausolée d'Oultremont,connu aussi sous les noms de « mausolée de Clémentine d'Oultremont », «Mausolée de la famille d'Oultremont», «Chapelle Notre-Dame-de-la-Bonne-Espérance» ou encore «Notre-Dame-du-Refuge» est une chapelle funéraire, construite pour le repos de la comtesse Adhémar d'Oultremont de Duras, née princesse Klémentine de Croÿ,  au cœur du village d'Houtaing, section de la ville d'Ath en Hainaut, située en Région wallonne, en Belgique.

## Historique
Le comte Adhémar d'Oultremont de Duras avait hérité de son père Octave le domaine de La Berlière et il épousa S.A.S. la princesse Clémentine de Croÿ en 1880. Elle décéda prématurément d’une longue et pénible maladie des poumons, à l'âge de 36 ans, en 1893.
Le comte Adhémar commanda à l’architecte Victor Evrard (1837-1903) de s’inspirer du Monument à la Dynastie pour édifier dans un jardin privé aménagé contre le cimetière du village d’Houtaing une crypte surmontée d’une chapelle coiffée d’une haute flèche pour honorer la mémoire de sa tendre défunte, et visible depuis sa chambre dans son château à 1 km de là. Après son décès en 1910, il fut inhumé aux côtés de Clémentine. Leur fils Rodolphe, mort au combat à la fin de la guerre 14-18, les rejoignit dans la crypte en 1920. 
Le monument et ses jardins appartiennent à une association familiale privée qui ouvre les portes de la chapelle, toujours consacrée au culte, pour une cérémonie d'hommage chrétien, suivie d'une visite du public deux fois par an: les journées du patrimoine (9 sept) et le jour des morts (2 nov). Dans la crypte sont légalement inhumés les membres défunts de la Maison d'Oultremont.
Grâce à la proposition de Xavier Deflorenne, responsable de l'étude et la préservation du patrimoine funéraire en région wallonne, ce mausolée de 1894 devint monument classé au patrimoine exceptionnel en 2013.